# Тепловая смерть Вселенной
Теплова́я смерть Вселе́нной, также Большо́е замерза́ние — гипотеза, выдвинутая Р. Клаузиусом в 1865 году на основании экстраполяции второго начала термодинамики на всю Вселенную. По мысли Клаузиуса, Вселенная с течением времени должна в конце концов прийти в состояние термодинамического равновесия, или «тепловой смерти» (термин, описывающий конечное состояние любой замкнутой термодинамической системы).
Если Вселенная является плоской или открытой, то она будет расширяться вечно (см. «Вселенная Фридмана») и ожидается, что в итоге такой эволюции она достигнет состояния «тепловой смерти». Если космологическая константа положительна, на что указывают последние наблюдения, Вселенная в конечном счёте приблизится к состоянию максимальной энтропии.

## История гипотезы
В 1852 году Уильям Томсон (барон Кельвин) сформулировал «принцип рассеяния энергии», из которого следовало, что спустя конечный промежуток времени Земля очутится в состоянии, непригодном для обитания человека. Это была первая формулировка идей о «тепловой смерти», пока только Земли.
Вывод о тепловой смерти Вселенной был сформулирован Р. Клаузиусом в 1865 году на основе второго начала термодинамики. Согласно второму началу, любая физическая система, не обменивающаяся энергией с другими системами, стремится к наиболее вероятному равновесному состоянию — к так называемому состоянию с максимумом энтропии. Такое состояние соответствовало бы тепловой смерти Вселенной. Ещё до создания современной космологии были сделаны многочисленные попытки опровергнуть вывод о тепловой смерти Вселенной. Наиболее известна из них флуктуационная гипотеза Л. Больцмана (1872 год), согласно которой Вселенная извечно пребывает в равновесном изотермическом состоянии, но по закону случая то в одном, то в другом её месте иногда происходят отклонения от этого состояния; они происходят тем реже, чем большую область захватывают и чем значительнее степень отклонения.

## Критика
Один из аргументов против гипотезы «тепловой смерти Вселенной» основан на представлении о бесконечности Вселенной, так что законы термодинамики, базирующиеся на изучении объектов конечных размеров, ко Вселенной не применимы в принципе. М. Планк по этому поводу заметил: «Едва ли вообще есть смысл говорить об энергии или энтропии мира, ибо такие величины не поддаются точному определению».
Возражения против гипотезы «тепловой смерти Вселенной» со стороны статистической физики сводятся к тому, что абсолютно запрещаемые вторым началом процессы со статистической точки зрения просто маловероятны. Для обычных макросистем и статистические, и феноменологические законы ведут к одним и тем же выводам. Однако для систем с малым числом частиц или для бесконечно большой системы, или для бесконечно большого времени наблюдения самопроизвольные процессы, нарушающие второе начало термодинамики, становятся допустимыми. Кроме того в закрытых и изолированных системах (содержащих подсистемы), объединённых общим правилом неубывания энтропии, всё же возможны устойчивые неравновесные стационарные состояния. При этом такие состояния возможно индуцировать в системе уже находящейся в термодинамическом равновесии. Такая система будет иметь максимальную энтропию, а производство энтропии будет равно нулю, что не противоречит второму началу. В теории такие состояния могут длиться бесконечно.
В современной космологии учёт гравитации приводит к выводу о том, что однородное изотермическое распределение вещества во Вселенной не является наиболее вероятным и не соответствует максимуму энтропии.
Наблюдения подтверждают теорию А. А. Фридмана, согласно которой Метагалактика (астрономическая Вселенная) нестационарна: в настоящее время она расширяется, а вещество под действием силы тяготения конденсируется в отдельные объекты, образуя скопления галактик, галактики, звёзды, планеты. Все эти процессы естественны, идут с ростом энтропии и для своего объяснения не требуют модификации законов термодинамики; даже сама постановка вопроса о «тепловой смерти Вселенной» представляется неправомерной.
Сколь ни сомнительным может казаться с современной точки зрения вывод Клаузиуса о «тепловой смерти» Вселенной, именно этот вывод послужил толчком к развитию теоретической мысли, которая в работах А. Эйнштейна, А. А Фридмана и Г. А. Гамова привела к ныне широко принятой релятивистско-термодинамической модели эволюции[неоднозначно].

## Современное состояние Вселенной
На современном этапе существования (13,72 млрд лет) Вселенная излучает как абсолютно чёрное тело с температурой 2,725 К. Максимум спектра излучения приходится на частоту 160,4 ГГц (микроволновое излучение), что соответствует длине волны 1,9 мм. Оно изотропно с точностью до 0,001 %.

## В культуре
Теме тепловой смерти Вселенной посвящён ряд научно-фантастических рассказов (например, рассказ «Последний вопрос» Айзека Азимова). Также данная тема легла в основу сюжета аниме «Mahou Shoujo Madoka Magica».
Во вселенной британского телесериала «Доктор Кто» именно это конечное состояние произошло через 100 триллионов лет (показано в эпизоде «Утопия») после Большого взрыва, через который образовалась вселенная.
В эпизоде The Late Philip J. Fry мультсериала «Футурама» герои воочию наблюдали тепловую смерть текущей и последующее рождение новой, полностью идентичной вселенной, а после и её тепловую смерть и рождение уже следующей. Эта новая вселенная оказалась сдвинута на 1 метр относительно прежней.